# Нетарифне регулювання зовнішньоекономічної діяльності
Нетари́фне регулюва́ння зовнішньоекономі́чної дія́льності — це комплекс державних адміністративних засобів та методів регулювання зовнішньої торгівлі. Стаття 16 Закону України «Про зовнішньоекономічну діяльність» визначає основними заходами нетарифного регулювання — ліцензування і квотування зовнішньоекономічних операцій. 

## Необхідність у Н. р. ЗЕД
Ліцензування і квотування експорту та імпорту запроваджуються Україною самостійно в особі її державних органів у таких випадках: 
- у разі різкого погіршення розрахункового балансу України, якщо негативне сальдо його перевищує на відповідну дату 25 відсотків від загальної суми валютних вимог України;
- у разі досягнення встановленого Верховною Радою України рівня зовнішньої заборгованості;
- у разі значного порушення рівноваги по певних товарах на внутрішньому ринку України, особливо по сільськогосподарській продукції, рибальства, харчової промисловості та промислових товарах народного споживання першої потреби;
- при необхідності забезпечити певні пропорції між імпортною та вітчизняною сировиною у виробництві;
- при необхідності здійснення заходів у відповідь на дискримінаційні дії інших держав;
- у разі порушення суб'єктом зовнішньоекономічної діяльності правових норм цієї діяльності, встановлених Законом «про ЗЕД» (запроваджується як санкція режим ліцензування);
- відповідно до міжнародних товарних угод, які укладає або до яких приєднується Україна (запроваджується режим квотування).